# NS5A

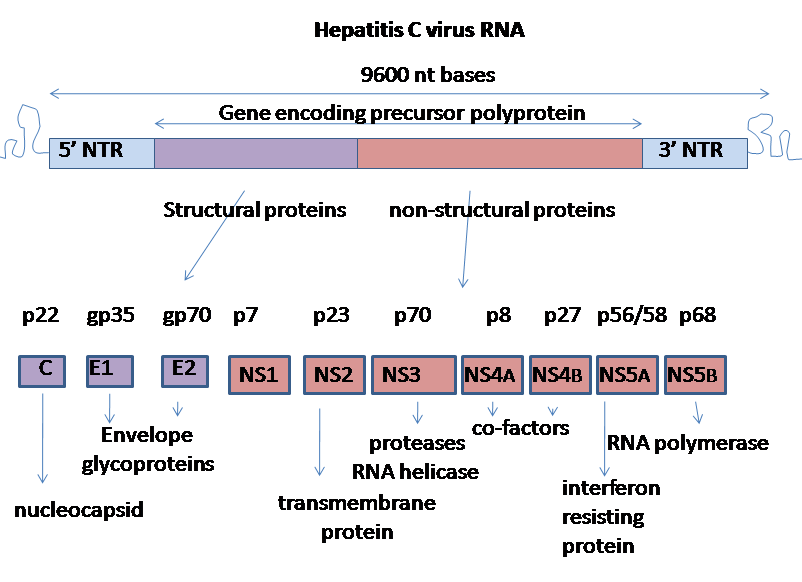
Геном вируса гепатита C

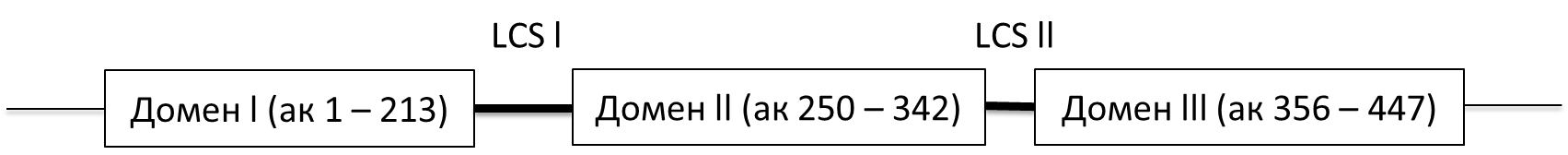
Организация белка ВГС NS5A

Неструктурный белок 5A (англ. Nonstructural protein 5A), сокращённо NS5A — связывающий цинк богатый пролином гидрофильный фосфопротеин, играющий ключевую роль в репликации РНК вируса гепатита C (ВГС). Является димером без трансмембранных спиралей.
РНК-геном вируса гепатита C (ВГС) кодируется полипептидом из ~3000 аминокислот, который обрабатывается как вирусными, так и клеточными протеазами в структурные белки (Core, E1и E2), ионный канал (p7) и неструктурные белки (NS2, NS3, NS4A, NS4B, NS5A и NS5B). Неструктурные белки ответственны за репликацию вирусного генома и за сборку вирусной частицы из структурных белков при содействии факторов хозяина (англ. host factors). NS5A ВГС представляет собой пептид из 447 остатков аминокислот, который состоит из трёх доменов связанных короткими фрагментами, обозначенными как последовательности с низкой степенью сложности (LCS).
NS5A образуется из сложного белка, являющегося результатом трансляции генома ВГС, после чего подвергается посттрансляционной модификации вирусной протеазой NS3. Несмотря на отсутствие непосредственной ферментной активности у данного белка, его функция выполняется посредством взаимодействия с другими неструктурными (NS) вирусными и клеточными белками. NS5A имеет две фосфорилированные формы, p56 и p58, отличающиеся электрофорезной подвижностью. p56 фосфорилируется протеинкиназой клетки-хозяина в центре и рядом с C-концом, а p58 гиперфосфорилирован в центре богатого серином региона. 30 аминокислотных остатков на N-конце формируют консервативную амфипатическую альфа-спираль, которая необходима для связи этого белка с эндоплазматическим ретикулумом. Определяющий чувствительность к интерферону регион (англ. IFN-sensitivity determining region), расположенный на C-конце, обладает сильной трансактивирующей активностью, что указывает на действие NS5A в качестве активатора транскрипции.
У NS5A имеется три структурно различных домена. Кристаллография показала, что домен I является альтернативной димерной структурой, а домены II и III остаются несвёрнутыми. Кроме того, конформационная гибкость NS5A играет важную роль в различным стадиях ВГС-инфекции. Также возможно, что NS5A является критически важным компонентом в процессе репликации и субклеточной локализации ВГС, что может пролить свет на недостаточно изученный жизненный цикл ВГС. Кроме того, NS5A модулирует полимеразную активность NS5B — РНК-зависимой полимеразы РНК. NS5A способен связывать 3'-нетранслируемую область плюс- и минус-цепи РНК вируса. 
NS5A — ключевой медиатор в регуляции функции и активности клетки-хозяина, а также регулирует интерфероновый ответ. По этой причине этот белок активно исследуется в качестве цели для противовирусных препаратов для терапии гепатита C. Низкомолекулярные препараты, нацеленные на данный белок, демонстрируют лучший по сравнению с другими лекарствами результат .

## Препараты, направленные на NS5A
- Велпатасвир
- Даклатасвир
- Ледипасвир
- Омбитасвир